# Facundo Diz
Facundo Diz (Navarro‚16 de abril de 1979) es un exfutbolista, abogado y político argentino. Jugaba como delantero centro y su último club fue Sportivo Italiano. Es Intendente del Partido de Navarro por la coalición Unión por la Patria.

## Trayectoria deportiva
Su posición es la de delantero. Surgido de las inferiores de All Boys. Debutó en ese club en 1997. Pasó por el Club Atlético Banfield en el 2004, Deportivo Táchira en el 2004, pasó San Telmo en el 2005 y por Tigre, club que lo trajo en el 2006. Ganó el torneo reducido del ascenso en el 2007 y fue subcampeón de la Primera división del fútbol argentino en ese mismo año. Tras la ida de Lazzaro no logró hacerse de la titularidad. 
Pasó por Olimpo y Platense. Jugó en Colorado Rapids en la Major League Soccer por razones económicas. Más tarde quedó libre y se fue a Platense para ser delantero titular. 
Desde 2014 hasta 2016 jugó en Tristán Suárez. El 26 de agosto de 2012 logra, a los 33 años, anotar por primera vez en su carrera un gol en Primera División frente a Atlético de Rafaela en un empate 1 a 1. Luego le convertiría en la fecha 17 a Arsenal en una derrota del cervecero por 2 a 1. Más tarde anotaría la parcial victoria por 1 a 0 frente a Vélez Sarsfield, partido que terminó 1 a 1. En la fecha 15 del torneo inicial 2013, marcó el tanto de la victoria para que Quilmes le gane a Olimpo por la mínima diferencia.
El 20 de junio de 2019 deja su carrera como futbolista profesional. Ese día organiza un evento solidario a beneficio de instituciones de bien público locales en el Polideportivo de la ciudad de Navarro, el cual lleva el nombre de su padre Jorge Diz, donde invitó a personalidades del mundo deportivo, "Un gol para soñar"

## Funcionario
El 12 de noviembre de 2020 dejó su cargo como presidente del Concejo Deliberante y asumió como intendente de Navarro por la partida del anterior jefe comunal, Santiago Maggiotti, quien asumió como viceministro de Desarrollo Territorial y Hábitat. En 2023 fue electo intendente de Navarro por la coalición Unión por la Patria, con el 31,13% de los votos venciendo a Mateo Ernesto Natalini de Juntos por el Cambio. 

## Clubes
| Club              | País           | Año        |
| ----------------- | -------------- | ---------- |
| All Boys          | Argentina      | 1997-2003  |
| Banfield          | Argentina      | 2004       |
| All Boys          | Argentina      | 2004       |
| Deportivo Táchira | Venezuela      | 2005       |
| San Telmo         | Argentina      | 2005-2006  |
| Tigre             | Argentina      | 2006-2008  |
| Olimpo            | Argentina      | 2008       |
| Platense          | Argentina      | 2009       |
| Colorado Rapids   | Estados Unidos | 2009-2010  |
| Platense          | Argentina      | 2010-2011  |
| Quilmes           | Argentina      | 2011- 2014 |
| Tristán Suárez    | Argentina      | 2014- 2016 |
| UAI Urquiza       | Argentina      | 2016- 2017 |
| Fénix             | Uruguay        | 2017-2019  |